# Anthony Veneziano
Anthony James Veneziano (Hackettstown, Nueva Jersey, 1 de septiembre de 1997), más conocido como Anthony Veneziano, es un jugador profesional estadounidense de béisbol que se desempeña en la posición de lanzador en Miami Marlins, equipo de las Grandes Ligas de Béisbol (MLB).

## Carrera
Veneziano hizo su debut en la MLB con el equipo Kansas City Royals, en el cual jugó dos temporadas (2023-2024), después pasó a Miami Marlins, donde lleva jugando una temporada.